# 6911 Nancygreen
A 6911 Nancygreen (ideiglenes jelöléssel 1991 GN) egy kisbolygó a Naprendszerben. Eleanor F. Helin fedezte fel 1991. április 10-én.